# The Invisible Man (film fra 2020)
 For alternative betydninger, se The Invisible Man. (Se også artikler, som begynder med The Invisible Man)
The Invisible Man er en amerikansk film instrueret af Leigh Whannell fra 2020.

## Medvirkende
- Elisabeth Moss som Cecilia Kass
- Oliver Jackson-Cohen som Adrian Griffin
- Aldis Hodge som James
- Storm Reid som Sydney
- Harriet Dyer som Alice Kass